# Knemodynerus polyphemus
Knemodynerus polyphemus är en stekelart som först beskrevs av Kirby 1888.  Knemodynerus polyphemus ingår i släktet Knemodynerus och familjen Eumenidae. Inga underarter finns listade i Catalogue of Life.